# Ramot Menashe (platå)
Ramot Menashe (hebreiska: רמות מנשה, רמות דליה) är en platå i Israel.   Den ligger i distriktet Norra distriktet, i den norra delen av landet.